# Gundetswil
Gundetswil ist eine Ortschaft, welche zur Gemeinde Wiesendangen gehört. Sie liegt ungefähr 1,5 Kilometer nordöstlich von Wiesendangen an der Hauptstrasse 1 zwischen Attikon und Islikon. Das Dorf liegt an der Grenze zum Kanton Thurgau, an der Bahnstrecke von Winterthur nach Frauenfeld und an der Autobahn A7. Gundetswil hat eine Bushaltestelle, welche von der Linie 611 bedient wird, und zwei Restaurants.
Vor 1928 waren die sieben Gemeinden Bertschikon, Gundetswil, Kefikon ZH, Liebensberg, Stegen, Gündlikon und Zünikon Zivilgemeinden. Danach wurden sie aufgelöst und zur Gemeinde Bertschikon vereint.
Seit 2014 gehört Gundetswil politisch zu Wiesendangen.
Die Ausscheidung einer Bauzone in Gundetswil hat den Trend zur Agglomerationsgemeinde verstärkt.

Luftbild aus 400 m von Walter Mittelholzer (1923)

## Quelle
- Martin Illi: Bertschikon. In: Historisches Lexikon der Schweiz.